# Presly
Presly ist eine französische Gemeinde mit 221 Einwohnern (Stand: 1. Januar 2022) im Département Cher in der Region Centre-Val de Loire; sie gehört zum Arrondissement Vierzon und zum Kanton Aubigny-sur-Nère. 

## Geographie
Presly liegt etwa 35 Kilometer nördlich von Bourges. Umgeben wird Presly von den Nachbargemeinden Ménétréol-sur-Sauldre im Norden, Ennordres im Nordosten und Osten, La Chapelle-d’Angillon im Osten, Méry-ès-Bois im Süden und Südosten, Neuvy-sur-Barangeon im Süden und Südwesten, Nançay im Südwesten und Westen sowie Souesmes im Nordwesten.

## Bevölkerungsentwicklung
| Jahr                       | 1962 | 1968 | 1975 | 1982 | 1990 | 1999 | 2006 | 2019 |
| Einwohner                  | 465  | 371  | 301  | 247  | 204  | 228  | 248  | 234  |
| Quellen: Cassini und INSEE |      |      |      |      |      |      |      |      |

## Sehenswürdigkeiten
- Kirche Saint-Caprais aus dem Jahre 1898 (siehe auch: Liste der Monuments historiques in Presly)
- Schloss La Planche aus dem 14. Jahrhundert